# Йоганн Фрідріх Беттгер
Йо́ганн Фрі́дріх Бе́ттгер нім. Johann Friedrich Böttger; 4 лютого 1682 Шляйц — 13 березня 1719 Дрезден) — німецький алхімік, винахідник європейської порцеляни.

## Життєпис

### Родина Беттгерів
Дід майбутнього алхіміка був ювеліром та експертом по монетах. Саме у нього в місті Магдебург пройшли дитинство та юність майбутньої знаменитості і невдахи. Монетами займався і його батько. Не дивно, що і Йоганн Беттгер багато знав про виготовлення грошей.

### Йоганн Беттгер в Берліні
Аби мати добрий фах, дістався Берліна, де став учнем аптекаря на ім'я Цорн. Успіхи в навчанні та уважне вивчення алхімічних посібників сприяли самовпевненості молодика. Він зміг зробити експеримент по нібито визолоченню срібних монет при свідках. Слава про нього розповсюджувалась дуже швидко. На нього зробили декілька доносів. Король Пруссії жорстоко карав фальшивомонетчиків і під кару підпав і Йоганн. Від арешту його врятувала спішна втеча з Берліна.

### Арешт в місті Віттенберг

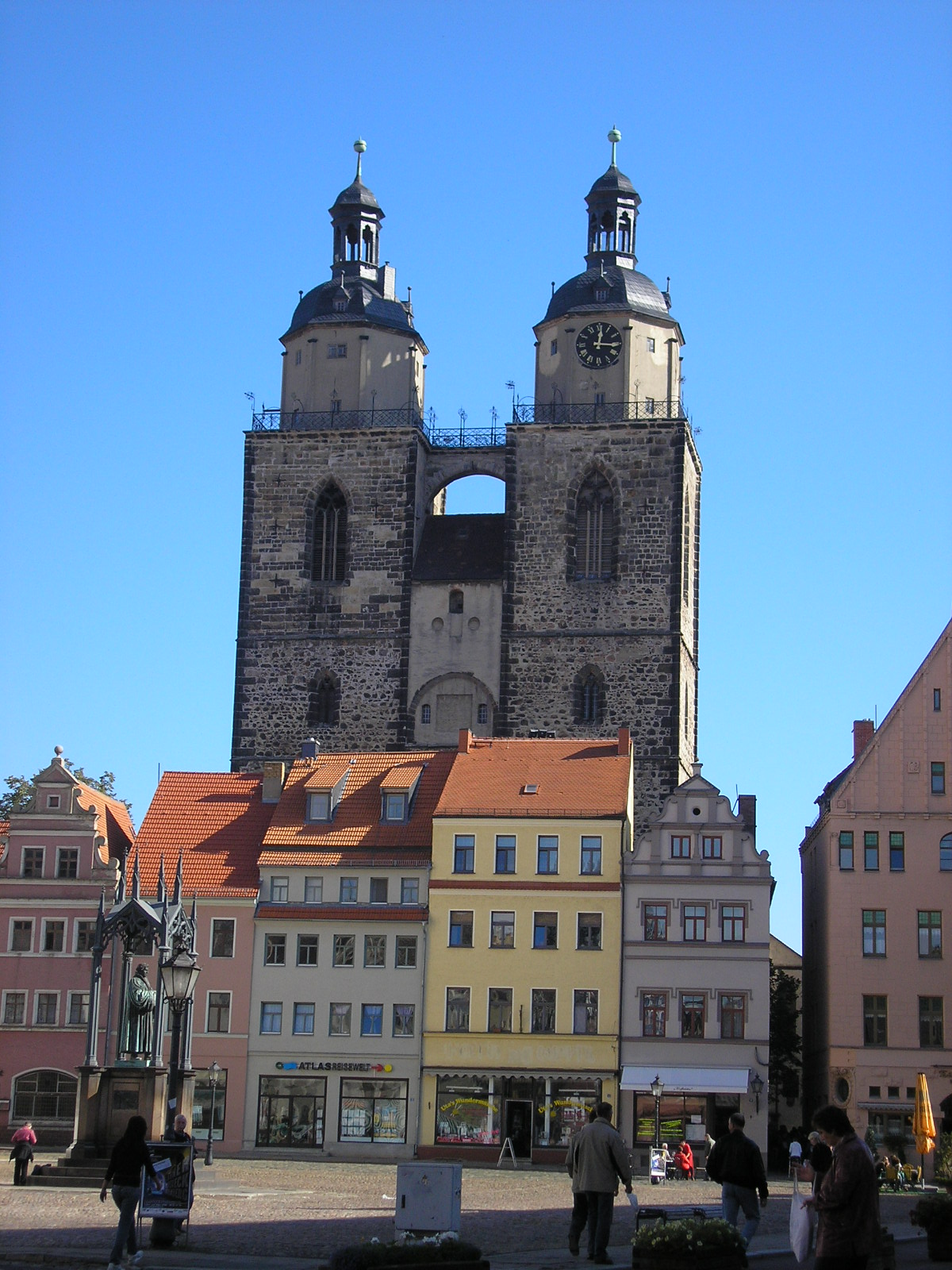
Віттенберг, центральна площа

Тут існував університет, який вабив Йогана, що хотів там навчатися. Адже він не закінчив навчання в Берліні, а бажав стати в рівень з докторами наук. Віттенберг цікавив його ще й тим, що тут колись працював видатний ремісник Йоганн Кункель, що знався на виготовленні рубінового скла з позолотою. А відтепер усе, що було пов'язане з золотом, ставало магнітом і прокляттям Беттгера.
Золота лихоманка як хвороба поглинала і курфюрста Саксонії Августа Сильного. Чутки про талановитого алхіміка до курфюрста донесли шпигуни. Не встиг Беттгер поступити в Віттенберзький університет, як його заарештували вояки курфюрста Саксонії і силомиць відвезли в Дрезден. Беттгер став в'язнем.

### Ув'язнення в Дрездені

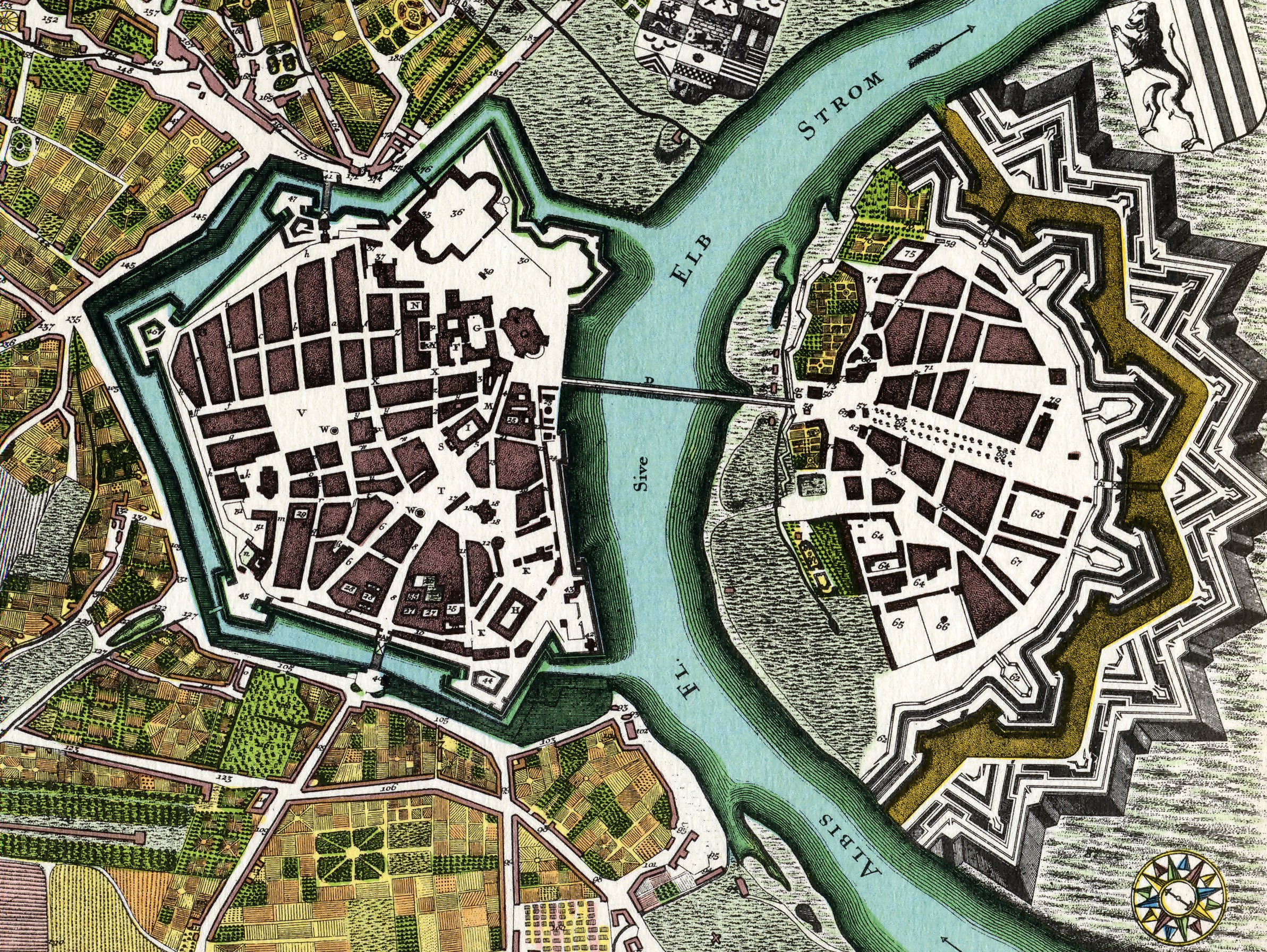
Дрезден, план міста 1750 року.

Вимоги були прості — він створює золото, яке піде курфюрсту, а йому дають лабораторію і все належне для праці. Про свободу треба забути. Його утримували в так званому " Золотому домі " під сильною вартою, де колись також утримували і Йогана Кункеля. І це єдине, що їх пов'язувало.
Почалися примусові роботи не на себе. Але спроби створити золото не вдалися, хоча тривали три роки (1701—1704).

### Еренфрід Чірнхауз і Беттгер
Студент невдаха Беттгер і саксонський вчений Еренфрід Чірнхауз (1651—1708) аналізували невдачі і дійшли висновку, що золото почекає. Горний радник Готфрід Охайн і Чірнхауз надали другий напрямок експериментам талановитого Беттгера. З 1704 року він працював над секретом виготовлення фаянсів, подібним дельфтським (з міста Делфт, Голландія), червоної кераміки Китаю та білої порцеляни.
В таємній лабораторії фортеці-тюрми Юнгфернбастай в Дрездені і був віднайдений секрет виготовлення білої твердої порцеляни. Ця перша в Західній Європі порцеляна зрівнялася за якістю з уславленою і надто коштовною порцеляною Китаю. Ув'язнення Беттгера не припинили. Аби зберегти секрет, його таємно вивозять в замок Мейсен, бо на Беттгера було справжнє полювання з боку короля Швеції Карла XII, якому теж вкрай були потрібні гроші для ведення війни.

### Реміснича Саксонія 17-18 століть
В Саксонії, столицею якої був Дрезден, вже тоді вміли наполегливо і цілеспрямовано працювати. Саксонія мала невеличку армію якісних ремісників, які продавали свою продукцію на вельми знаному ярмарку в місті Лейпциг.Саме в цей час в Дрездені проектують всесвітньо відомий Цвінґер. У Саксонії були родовища коштовного каміння. І тільки ювелірів в Дрездені налічували близько шістдесяти. Курфюрша скарбниця і досі дивує витворами ювелірного мистецтва в музеї «Зелене склепіння» Цвінґера.

### Збережені протоколи експериментів

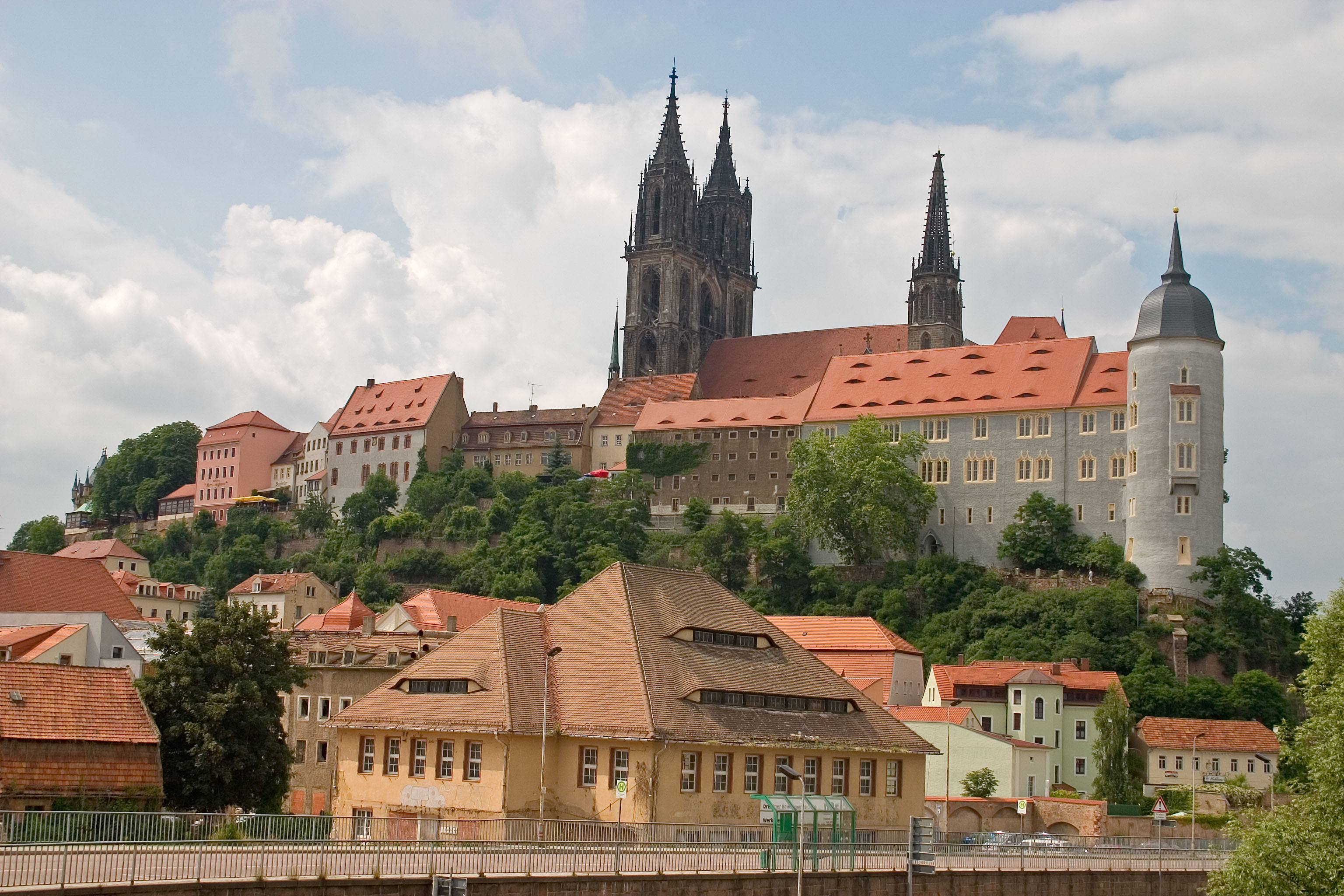
Замок курфюрта і готичний собор в Мейсені.

Кожен з експериментів Беттгера фіксувався в протоколах. Адже він працював з помічниками, вартовими і шпигунами водночас. В записах за січень 1709 року є відомість про перший вдалий експеримент і рецепт суміші. А вже в березні запис про отримання якісної білої порцеляни з тонкою глазуррю і всім необхідним для розписів. Так авантюрному Беттгеру і його помічникам вдалося перевідкрити секрет майстрів Китаю і отримати повний аналог китайської порцеляни. Курфюрст Саксонії швидко підписав указ про створення порцелянової мануфактури в січні 1710 року. А влітку 1710 року вона вже запрацювала в міцному замку в Мейсені. Секрет зберігали, а замість перетвореного алхімічного золота в казну курфюрста потекли гроші. Бо порцеляну цінували як золото. Беттгер виконав завдання, але не отримав а ні волі, а ні добробуту.

### Ув'язнення в Мейсені
Став першим керівником порцелянового заводу в місті Мейсен (Саксонія), заснованому незабаром після блискучого відкриття білої порцеляни разом з вчителем Чірнхаузом. Спроба Беттгера продати секрет її виготовлення королю Пруссії закінчилась черговим ув'язненням. У в'язниці Беттгер і помер.

### Авантюрний помічник Беттгера
Те, що не вдалося в'язню Беттгеру, вдалося його співробітнику Самуєлю Штельцелю. Ще за життя Беттгера не менш авантюрний Штельцель втік у Відень, де розшукав художника Йоганна Херольда. За ним шпигували і домовились про повернення у 1719 році. Убоявшись за своє життя, він повернувся в Дрезден разом з художником. Херольд виявився добрим майстром і розробив нові рецепти фарб, яскраві та довготривалі. Цими фарбами користуються і досі. А Херольда вважають засновником нового стилю живопису по порцеляні, так званого шинуазрі.

### Посмертна слава Беттгера

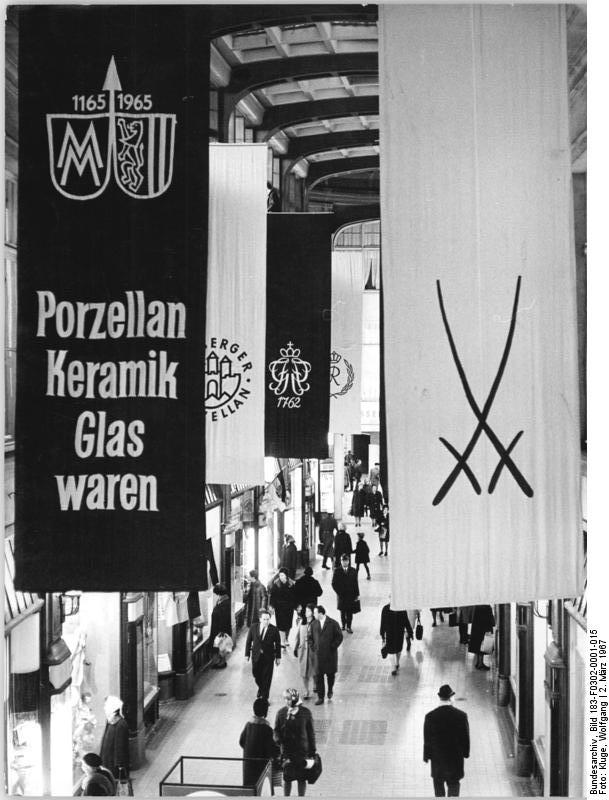
Пасаж в місті Лейпціг. Відділ порцеляни і кераміки. На вході марка порцеляни Мейсена.

- З 1724 року маркою мейсенської порцеляни стали схрещені мечі, які узяли з герба курфюрста.
- Червона порцеляна, яка теж відкрита Беттгером, з 20 століття названа " беттгерівською керамікою ".

- Викарбувана пам'ятна медаль з портретом Беттгера. Але не металева, а керамічна, адже він маленький імператор порцеляни і кераміки.

- Надрукована монографія, присвячена Беттгеру.

- Є і монумент, стилізований під добу бароко, з погруддям Беттгера. Він похмуро і гірко дивиться в далечінь, де зосталася воля, яку він так і не отримав при житті.

## Зразки порцеляни з Мейсена

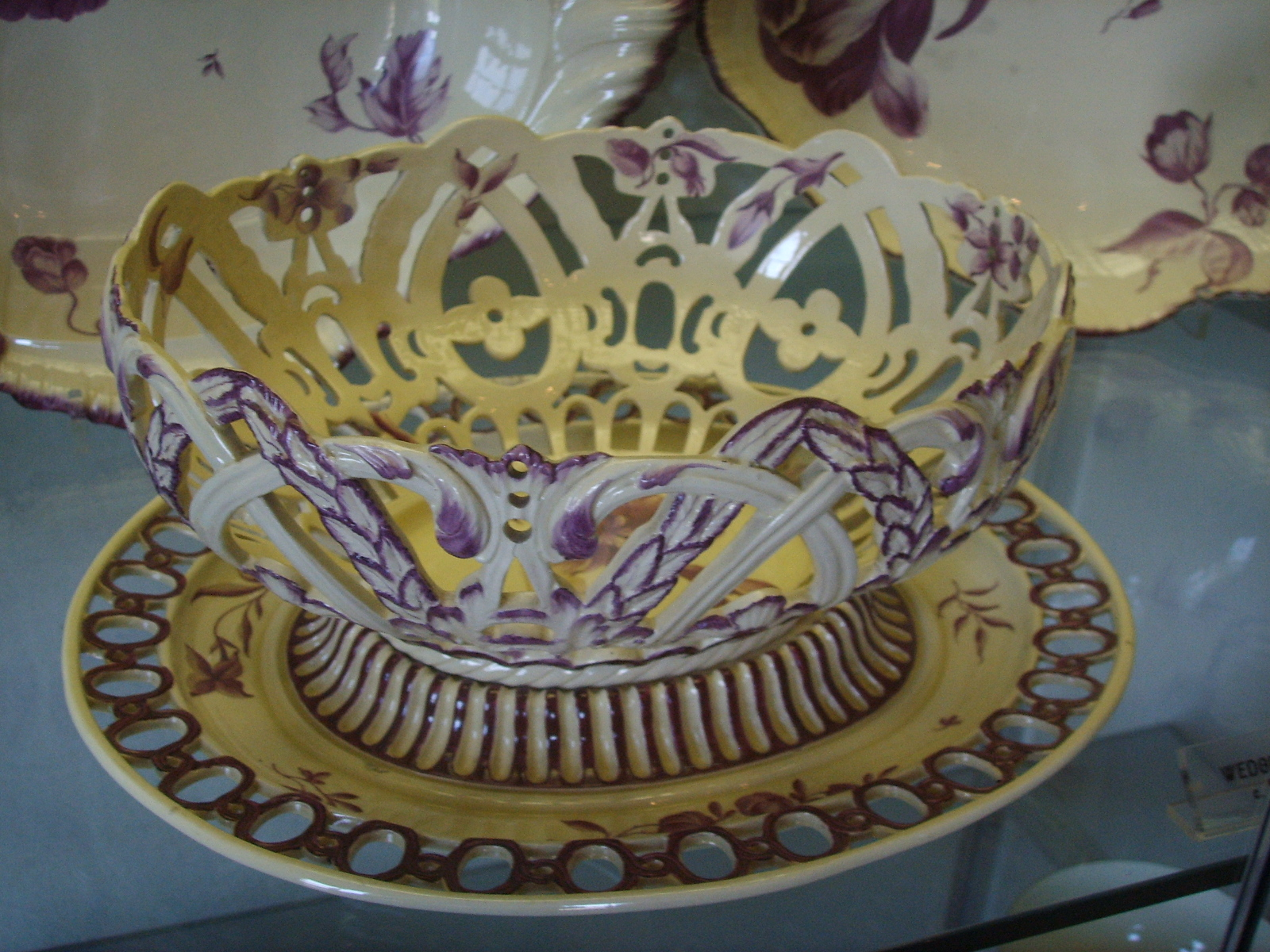
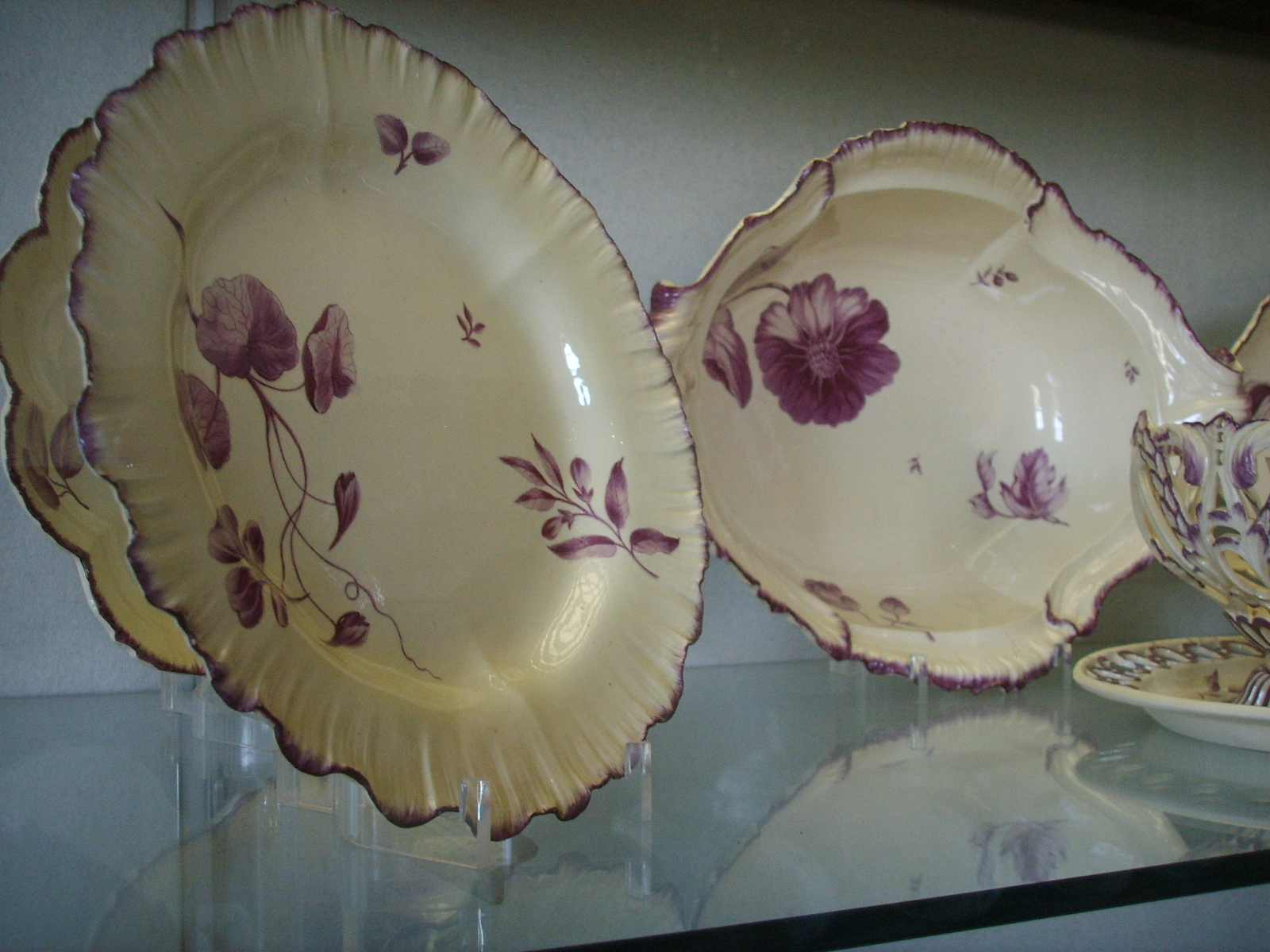
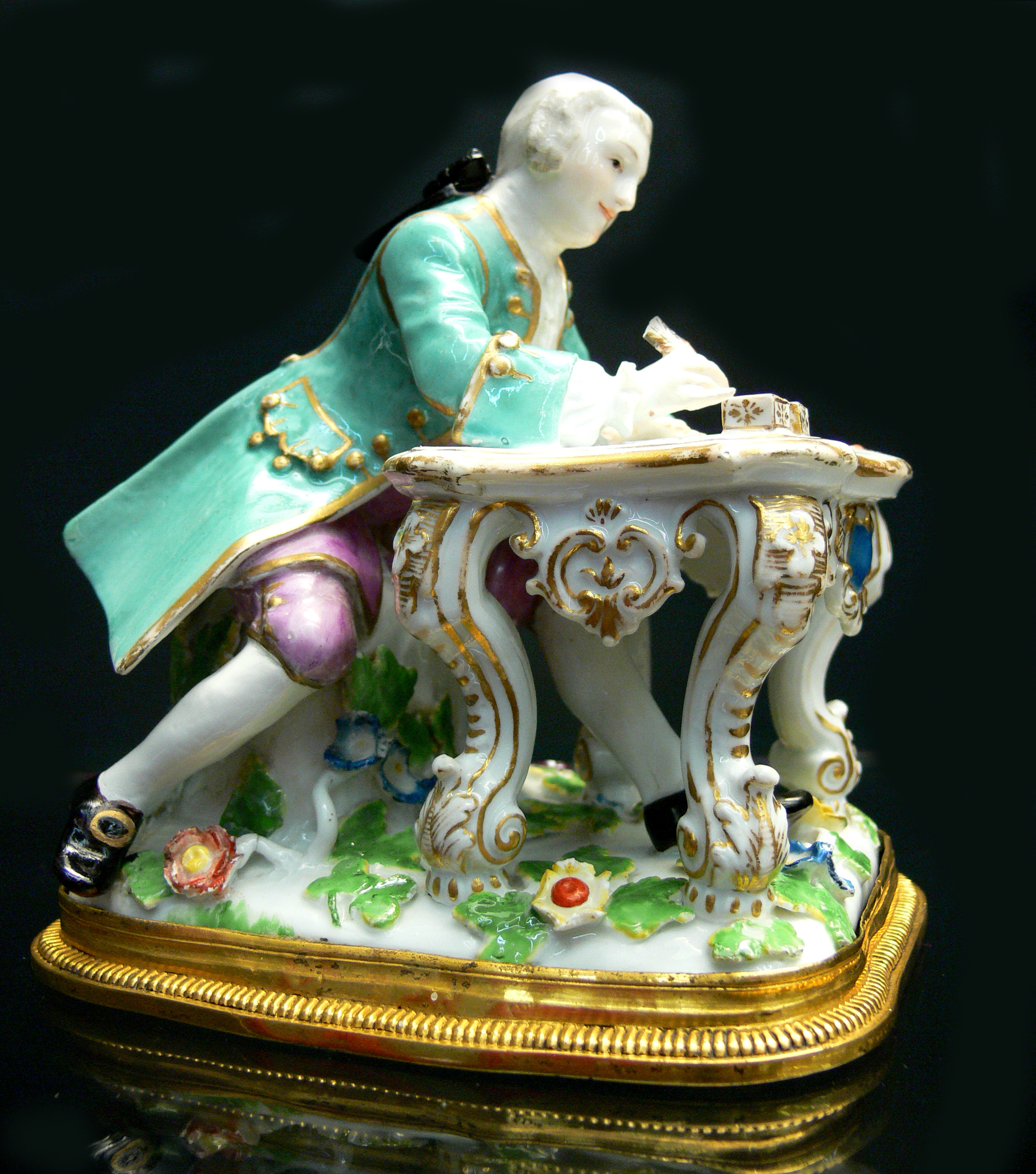
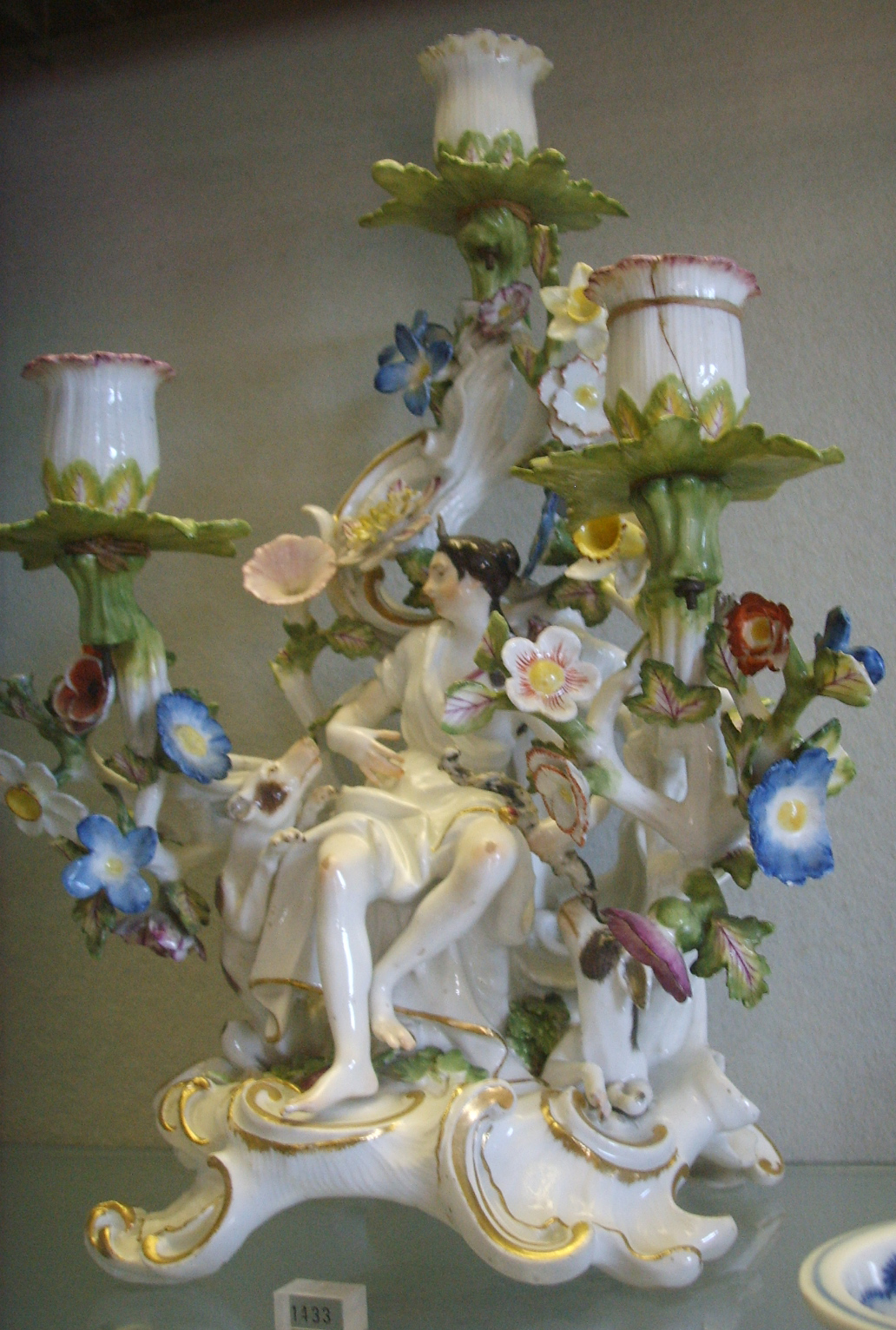
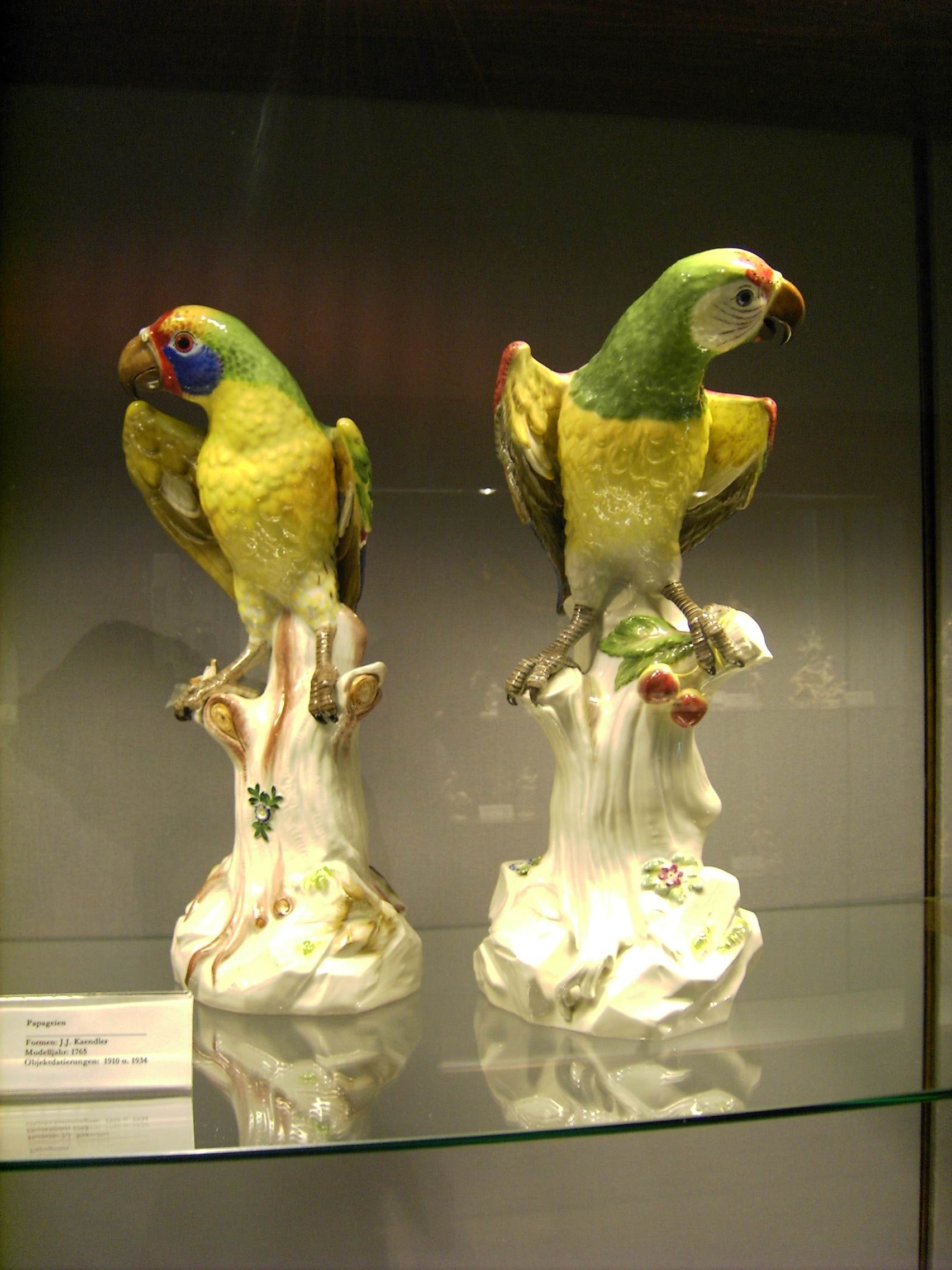
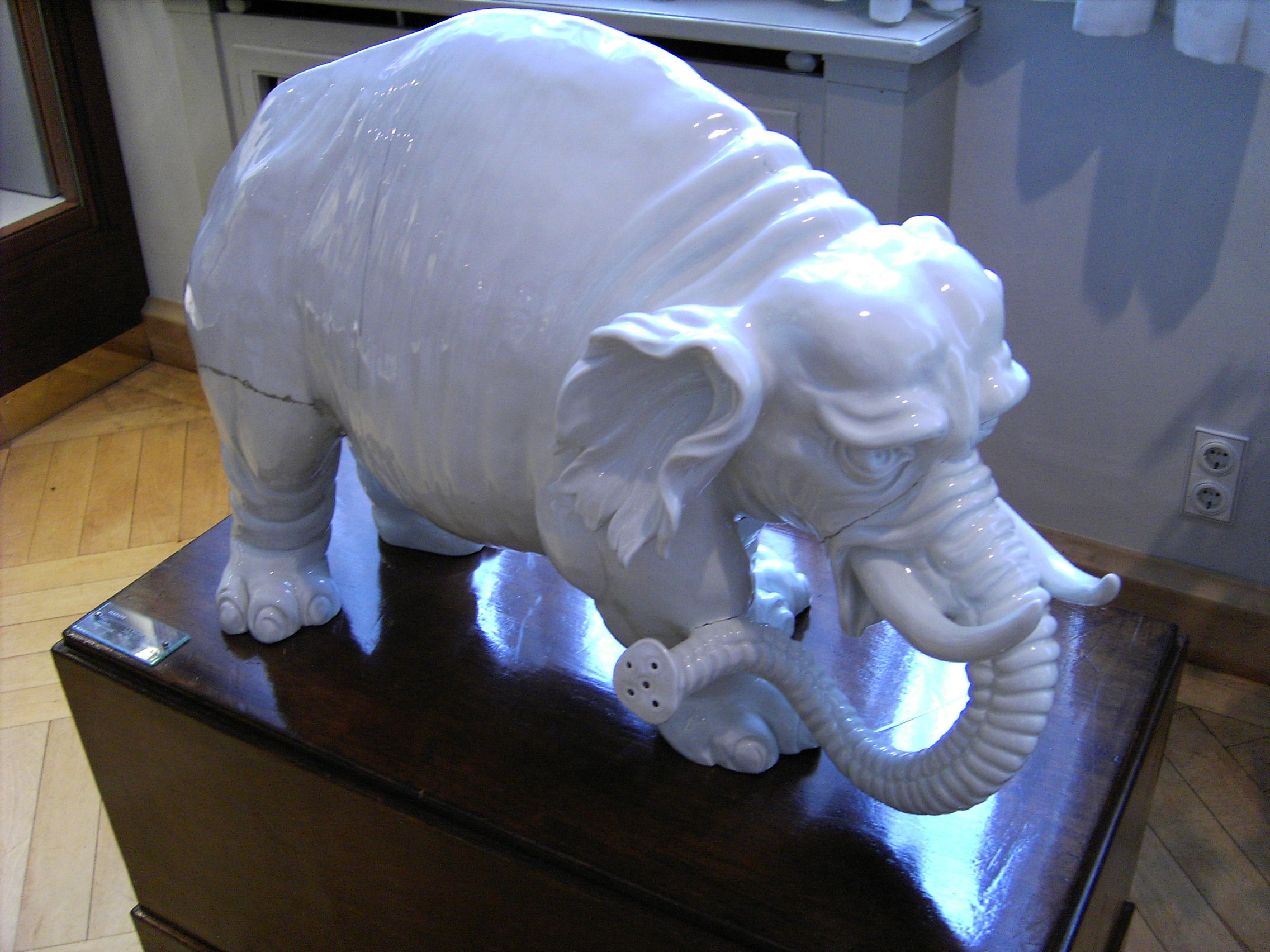
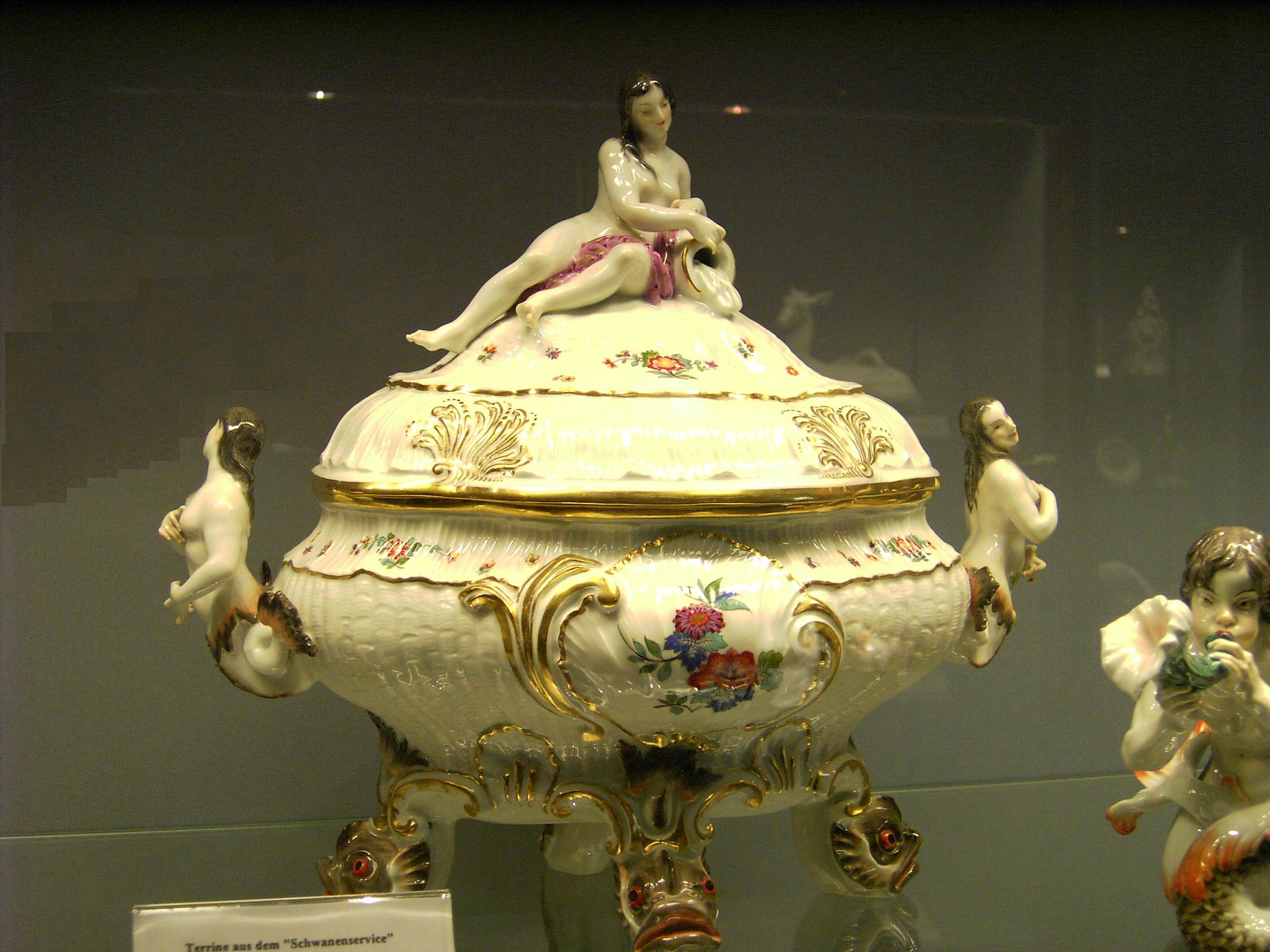
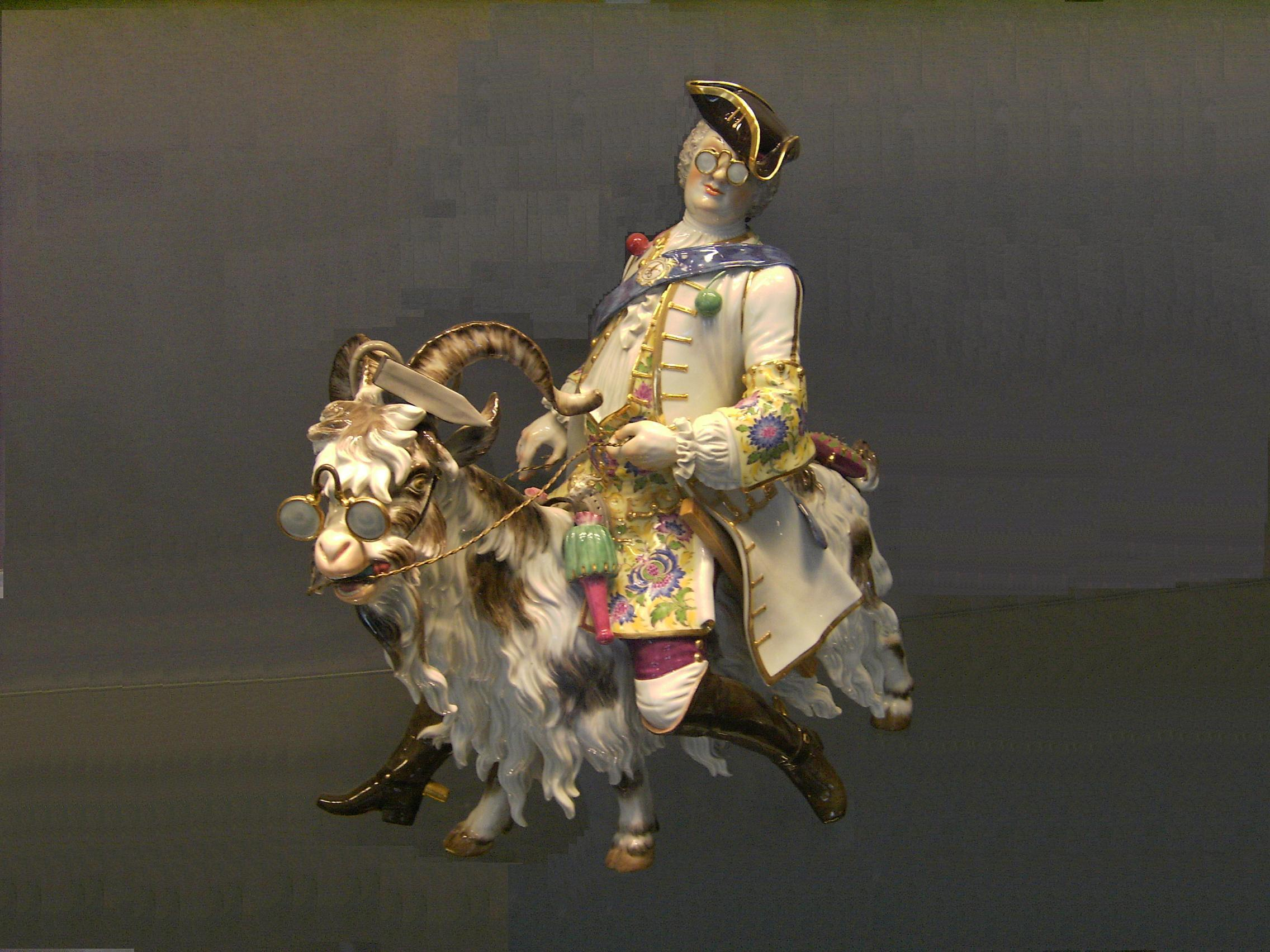